# سونات شماره ۶ پیانو (بتهوون)
سونات شمارهٔ ۶ پیانو در فا ماژور، اُپوس ۱۰، شمارهٔ ۲، از آثار لودویگ فان بتهوون است که آن را در میان سال‌های ۱۷۹۶ تا ۱۷۹۸ تصنیف کرد و به کُنتِس «آنه مارگارت فون براون» تقدیم کرد.

## موومان‌ها
سونات پیانوی شمارهٔ شش بتهوون از سه موومان تشکیل شده‌است:
1. آلگرو (در فا ماژور)
2. منوئه ـ آلگرتو (در فا مینور)
3. پرِستو (در فا ماژور)

اجرای کاملِ این اثر به‌طور معمول، حدود ۱۳ دقیقه طول می‌کشد.

### موومان اول
موومان اول در فرم سونات است و اکسپوزیسیون بدون استفاده از مواد مشخص دیگری به پایان می‌رسد. با این حال ملودی‌های بسیار و شگفت‌انگیزی را ایجاد می‌کند که برخی از آنها می‌تواند برای نواختن نسبتاً دشوار باشد. بخش بسط و گسترش مبتنی بر حرکت در «دو ماژور-سل ماژور-دوماژور» است که قسمتِ بعد از «اکسپوزیسیون» را به پایان می‌رساند. «ری‌اکسپوزیسیون» (یا بازگشایش) غیرمعمول است. زیرا برگشتِ «تم اول» در ر ماژور قبل از مدگردی برای «تم دوم»، به تونیک است.

### موومان دوم
موومان دوم یک سه‌گانهٔ «منوئه-تریو-منوئه» در فا مینور است که منوئه در بازگشت به شدت تزیین‌شده‌ است. این اثر بیشتر یادآور باگاتل‌های بتهوون است تا شبیه منوئه‌های او باشد. تریوی ر بمل ماژور در این اثر، نشان از انتظاری دارد که موومان سوم سمفونی شمارهٔ یک از آن برخوردار است.

### موومان سوم
موومان سوم در فرم سونات با یک فوگ گسترش‌یافته‌ است. «اکسپوزیسیون» دارای یک تم در فا ماژور و یک تم دیگر در بخش پایانی نزدیک به دو ماژور است. «ری‌اکسپوزیسیون» غیرمعمول است، زیرا به جای تکرار عینیِ بخشِ اکسپوزیسیون، یک تکرار با تغییرات است. در پایان، یک کدا به این بخش خاتمه می‌دهد.

## یادداشت
1. ↑  Carl Traugott Riedel
2. ↑  Gräfin Anna Margarete von Browne gewidmet